# Rembercourt-Sommaisne
Rembercourt-Sommaisne és un municipi francès situat al departament del Mosa i a la regió del Gran Est. L'any 2007 tenia 320 habitants.

## Demografia

### Població
El 2007 la població de fet de Rembercourt-Sommaisne era de 320 persones. Hi havia 131 famílies, de les quals 40 eren unipersonals (16 homes vivint sols i 24 dones vivint soles), 36 parelles sense fills, 47 parelles amb fills i 8 famílies monoparentals amb fills.
La població ha evolucionat segons el següent gràfic:
Habitants censats

### Habitatges
El 2007 hi havia 160 habitatges, 135 eren l'habitatge principal de la família, 9 eren segones residències i 16 estaven desocupats. 155 eren cases i 5 eren apartaments. Dels 135 habitatges principals, 111 estaven ocupats pels seus propietaris, 22 estaven llogats i ocupats pels llogaters i 2 estaven cedits a títol gratuït; 2 tenien dues cambres, 16 en tenien tres, 31 en tenien quatre i 86 en tenien cinc o més. 119 habitatges disposaven pel capbaix d'una plaça de pàrquing. A 62 habitatges hi havia un automòbil i a 55 n'hi havia dos o més.

### Piràmide de població
La piràmide de població per edats i sexe el 2009 era:
| Homes | Edats   | Dones |
| ----- | ------- | ----- |
| 0     | 95 o +  | 0     |
| 4     | 90 a 94 | 0     |
| 4     | 85 a 89 | 0     |
| 0     | 80 a 84 | 8     |
| 4     | 75 a 79 | 0     |
| 8     | 70 a 74 | 28    |
| 16    | 65 a 69 | 12    |
| 4     | 60 a 64 | 0     |
| 0     | 55 a 59 | 4     |
| 8     | 50 a 54 | 8     |
| 16    | 45 a 49 | 0     |
| 0     | 40 a 44 | 8     |
| 20    | 35 a 39 | 12    |
| 16    | 30 a 34 | 16    |
| 12    | 25 a 29 | 8     |
| 4     | 20 a 24 | 0     |
| 4     | 15 a 19 | 4     |
| 16    | 10 a 14 | 0     |
| 20    | 5 a 9   | 12    |
| 4     | 0 a 4   | 16    |

## Economia
El 2007 la població en edat de treballar era de 187 persones, 142 eren actives i 45 eren inactives. De les 142 persones actives 137 estaven ocupades (76 homes i 61 dones) i 5 estaven aturades (3 homes i 2 dones). De les 45 persones inactives 14 estaven jubilades, 16 estaven estudiant i 15 estaven classificades com a «altres inactius».

### Ingressos
El 2009 a Rembercourt-Sommaisne hi havia 134 unitats fiscals que integraven 343 persones, la mediana anual d'ingressos fiscals per persona era de 19.070 €.

### Activitats econòmiques
Dels 20 establiments que hi havia el 2007, 1 era d'una empresa alimentària, 2 d'empreses de fabricació d'altres productes industrials, 4 d'empreses de construcció, 2 d'empreses de comerç i reparació d'automòbils, 1 d'una empresa de transport, 1 d'una empresa d'hostatgeria i restauració, 2 d'empreses financeres, 1 d'una empresa immobiliària, 2 d'empreses de serveis, 3 d'entitats de l'administració pública i 1 d'una empresa classificada com a «altres activitats de serveis».
Dels 7 establiments de servei als particulars que hi havia el 2009, 1 era una oficina de correu, 1 paleta, 1 guixaire pintor, 1 lampisteria, 1 electricista, 1 perruqueria i 1 veterinari.
L'únic establiment comercial que hi havia el 2009 era una fleca.
L'any 2000 a Rembercourt-Sommaisne hi havia 24 explotacions agrícoles que ocupaven un total de 2.464 hectàrees.

## Equipaments sanitaris i escolars
El 2009 hi havia una escola elemental integrada dins d'un grup escolar amb les comunes properes formant una escola dispersa.

## Poblacions més properes
El següent diagrama mostra les poblacions més properes.